# Puig Castellar (Fontcoberta)
El Puig Castellar és una muntanya de 201 metres que es troba al municipi de Fontcoberta, a la comarca del Pla de l'Estany.